# Clíona Ní Chiosáin
Clíona Ní Chiosáin (* 12. April 1990) ist eine irische Schauspielerin und Moderatorin.

## Leben und Karriere
Ní Chiosáin wurde vor allem durch ihre Hauptrolle in der Jugendserie Aifric bekannt. Für diese Rolle erhielt sie 2008 eine Nominierung bei den Irish Film and Television Awards. Außerdem spielte sie jeweils in einer Folge in Scúp und Tír na nÓg mit.
Neben ihrer Arbeit im Fernsehen war sie auch in Theaterproduktionen wie Réiltín und An Triail zu sehen. Zudem trat sie als Moderatorin bei Formaten wie RTÉ’s Home School Hub auf, das während der COVID-19-Pandemie ins Leben gerufen wurde, um Kinder beim Fernunterricht zu unterstützen.

## Filmografie
- 2006–2008: Aifric (Fernsehserie, 26 Episoden)
- 2013: Scúp (Fernsehserie, 1 Episode)
- 2019: Tír na nÓg (Fernsehserie, 1 Episode)